# Hemisphaerius signatus
Hemisphaerius signatus är en insektsart som beskrevs av Stsl 1863. Hemisphaerius signatus ingår i släktet Hemisphaerius och familjen sköldstritar. Inga underarter finns listade i Catalogue of Life.